# Kevin Betsy
Kevin Eddie Lewis Betsy (Woking, Inglaterra, 20 de marzo de 1978) es un exfutbolista y entrenador seychelense nacido en Inglaterra. Actualmente se encuentra sin equipo tras haber sido cesado como entrenador del Crawley Town.
Como futbolista, se desempeñaba de centrocampista. Pasó su carrera en clubes de Inglaterra y fue internacional absoluto por la selección de Seychelles en 2011, con la que disputó siete encuentros.
Llegó a disputar un partido de la Premier League, el 18 de agosto de 2001 con la camiseta del Fulham en la victoria (3:2) ante el Manchester United.

## Clubes

### Como jugador
| Club              | País       | Año       |
| ----------------- | ---------- | --------- |
| Woking            | Inglaterra | 1997-1998 |
| Fulham            | Inglaterra | 1998-2002 |
| AFC Bournemouth   | Inglaterra | 1999      |
| Hull City         | Inglaterra | 1999      |
| Barnsley          | Inglaterra | 2002      |
| Barnsley          | Inglaterra | 2002-2004 |
| Hartlepool United | Inglaterra | 2004      |
| Oldham Athletic   | Inglaterra | 2004-2005 |
| Wycombe Wanderers | Inglaterra | 2005-2007 |
| Bristol City      | Inglaterra | 2007-2008 |
| Yeovil Town       | Inglaterra | 2007      |
| Walsall           | Inglaterra | 2008      |
| Southend United   | Inglaterra | 2008-2010 |
| Wycombe Wanderers | Inglaterra | 2009-2010 |
| Wycombe Wanderers | Inglaterra | 2010-2011 |
| Woking            | Inglaterra | 2012-2015 |

### Como entrenador
| Club o selección    | País       | Año       |
| ------------------- | ---------- | --------- |
| Fulham FC (Cantera) | Inglaterra | ¿?-2015   |
| Inglaterra sub-15   | Inglaterra | 2015      |
| Inglaterra sub-16   | Inglaterra | 2016-2019 |
| Inglaterra sub-17   | Inglaterra | 2019-2020 |
| Inglaterra sub-18   | Inglaterra | 2020-2021 |
| Arsenal sub-23      | Inglaterra | 2021-2022 |
| Crawley Town        | Inglaterra | 2022      |